# José Company
José Company Pérez (Valencia, 25 de abril de 1772– Madrid, 1 de octubre de 1824) fue un hacendista y político español.  

## Biografía
Liberal valenciano que durante la Guerra de la Independencia Española fue secretario del despacho de Hacienda de la Junta Suprema Central entre noviembre de 1810 y enero de 1811.